# 이문세 3집
《이문세 3집》은 1985년 11월 20일에 발매한 대한민국의 음악가 이문세의 세 번째 정규 음반이다. 이 음반은 작곡가 이영훈과의 처음으로 작업한 음반이기도 한다. 타이틀곡 〈난 아직 모르잖아요〉를 비롯해 〈휘파람〉, 〈소녀〉 등의 수록곡들은 1980년대 한국 대중음악의 수준을 외국의 팝 음악에 필적할 만큼 끌어올린 팝 발라드의 형식을 제시하였다고 평가받는다.

## 배경
이 음반은 이영훈과 유재하, 두 사람이 동시에 참여한 음반이기에 더욱 가치가 크다.
상업적 성적도 대단하여 〈난 아직 모르잖아요〉는 1986년 6월 18일, KBS 가요톱10에서 1위를 차지하였고, 5주간 자리를 지키며 이문세는 골든컵을 수상하게 된다. 음반 자체의 판매량은 비공식이긴 하지만 무려 150만장 이상이었다고 한다.
이문세 본인에게 여러모로 의미가 있는 음반이라 그런지 이문세는 음악평론가 임진모와의 인터뷰에서 자신의 음반 중 이 음반을 최고의 음반으로 꼽기도 하였다.

## 곡 목록
모든 곡들은 특별한 언급이 없는 이영훈에 의해 작사/작곡하였다.
- Side B 5번 트랙 〈어허야 둥기둥기〉는 건전가요이다.

| #  | 제목                          | 작사·작곡 | 재생 시간 |
| -- | ----------------------------- | --------- | --------- |
| 1. | 〈할말을 하지 못했죠〉        |           | 3:00      |
| 2. | 〈난 아직 모르잖아요〉        |           | 4:11      |
| 3. | 〈야생마〉                    | 이정선    | 3:59      |
| 4. | 〈빗속에서〉                  |           | 3:55      |
| 5. | 〈혼자 있는 밤, 비는 내리고〉 |           | 3:30      |

| #  | 제목                | 작사·작곡 | 재생 시간 |
| -- | ------------------- | --------- | --------- |
| 1. | 〈휘파람〉          |           | 4:40      |
| 2. | 〈소녀〉            |           | 3:40      |
| 3. | 〈하얀느낌〉        |           | 3:09      |
| 4. | 〈그대와 영원히〉   | 유재하    | 4:37      |
| 5. | 〈어허야 둥기둥기〉 |           | 2:28      |